# William Lee (biskup)
William Lee (ur. 2 grudnia 1941 w Newport, zm. 5 stycznia 2024) – irlandzki biskup rzymskokatolicki, biskup diecezjalny Waterford i Lismore w latach 1993–2013.

## Życiorys
Święcenia kapłańskie otrzymał 19 czerwca 1966.
27 maja 1993 papież Jan Paweł II mianował go biskupem diecezjalnym Waterford i Lismore. Święceń biskupich udzielił mu jego ustępujący poprzednik biskup Michael Russell. 1 października 2013 papież Franciszek przyjął jego rezygnację.